# Greg Lawler
Gregory Francis Lawler (Alexandria, Virgínia, 14 de julho de 1955) é um matemático estadunidense, que trabalha com teoria das probabilidades.
Lawler estudou na Universidade de Virgínia (bacharelado em 1976) e na Universidade de Princeton, onde obteve um doutorado em 1979, orientado por Edward Nelson, com a tese A self avoiding random walk. Esteve depois a partir de 1979 na Universidade Duke, de onde saiu com o cargo de professor, seguindo em 2001 para a Universidade Cornell. É desde 2006 professor da Universidade de Chicago. 
É conhecido por seus trabalhos sobre evolução de Schramm–Loewner, pelos quais recebeu com Wendelin Werner e Oded Schramm o Prêmio George Pólya de 2006. É fellow do Institute of Mathematical Statistics (1991), da Academia de Artes e Ciências dos Estados Unidos (2005) e da Academia Nacional de Ciências dos Estados Unidos (2013). Foi palestrante convidado do Congresso Internacional de Matemáticos em Pequim (2002: Conformal Invariance, Universality and the Dimension of the Brownian Frontier). É fellow da American Mathematical Society. Para 2018 está listado como palestrante plenário do Congresso Internacional de Matemáticos no Rio de Janeiro.
Recebeu o Prêmio Wolf de Matemática de 2019.

## Obras
- Introduction to stochastic processes, 1995, 2ª. Edição, Chapman and Hall 2006
- Conformally invariant processes in the plane, AMS  2005
- Intersections of random walks, Birkhäuser 1991, 1996
- com Lester N. Coyle: Lectures on contemporary probability, AMS  1999